# GINCO Award
Der GINCO (German Inclusive / Independent Comic) Award ist ein deutscher Comicpreis für Publikationen aus dem Independent Bereich. Die Auszeichnung wird seit 2019 an unabhängige Comic-Künstler vergeben, die in einem Online-, Eigen- oder Kleinstverlag veröffentlichen.

## Der Preis
Der GINCO Award wurde im Jahr 2019 von Eve Jay, Lara Keilbart, Lisa Rau und Lukas R. A. Wilde als Ergänzung bestehender deutscher Comicpreise ins Leben gerufen, um unabhängige Comic-Künstler „inklusiv, transparent und öffentlichkeitswirksam“ zu würdigen. Die Gründung geht auf die Kritik von Jay an der Jury des ICOM Independent Comic Preises im Jahr 2018 zurück, diese sei zu männlich und nicht vielfältig genug besetzt. Als einzige für die Jury vorgesehene Frau schlug sie vor, ein Jurymitglied gegen eine weitere Frau auszutauschen, was laut Burkhard Ihme und Stefan Pannor logistisch nicht mehr möglich gewesen wäre. Letztendlich verließ Jay die Jury im Streit, der zunehmend in der Öffentlichkeit stattfand. Auf der einen Seite boykottierte zum Beispiel die von Jay mitgegründete Comic Solidarity die Verleihung des ICOM oder Jay beschrieb in einem Blogeintrag, warum sie die Jury „verlassen musste“. Auf der anderen Seite verteidigten sich Ihme und Pannor im Vorwort des Comic-Jahrbuchs des ICOM, die sich zu Unrecht in der Kritik sahen.
Der GINCO Award wird durch den Verein Comic Solidarity unterstützt und von Freiwilligen organisiert. Das Preisgeld wird von privaten Spenden getragen und wurde zunächst mit insgesamt 1000 EUR ausgeschrieben. Nur wenige Tage nach der Ausschreibung konnte das Preisgeld auf 1500 EUR erhöht und für zwei Jahre gesichert werden. Den Mitgliedern des Preiskomitees sind die Namen der Spender nicht bekannt, um bei der Sichtung möglichst unbefangen vorzugehen. Die Auszeichnung wird jährlich in vier bis fünf  zum Teil wechselnden Hauptkategorien vergeben. Außerdem standen in den Jahren 2019 und 2020 Einreichungen im „Spotlight“, die das „Preiskomitee aus verschiedenen Gründen beeindruckt haben“. Seit 2021 wurde die Kategorie „Herzenscomic“ genannt. Ab 2023 werden Beiträge „lobend erwähnt“, allerdings wird kein Preisgeld mehr vergeben.
Der Preis soll insbesondere marginalisierte Gruppen der Comicszene berücksichtigten. So seien laut Keilbart etwa Hautfarbe oder Geschlecht Benachteiligungsmerkmale, weil „Weiße eben Comics von Weißen bevorzugten“. Für den GINCO Award können sich unabhängige Comic-Künstler bewerben, die beispielsweise auf Onlineplattformen für „creator owned“ Comics oder einem Eigen- oder Kleinstverlag veröffentlichen. Projekte von Vereinen oder akademischen Einrichtungen werden ebenfalls akzeptiert. Die eingesendeten „visuellen Erzählungen“, neben Comics werden beispielsweise auch Animationen und Bilderbücher berücksichtigt, müssen mindestens online publiziert worden sein, können aber auch in gedruckter Form oder als Ausstellung vorliegen. Einreichungen erfolgen dennoch ausschließlich digital, was laut den Machern eine Besonderheit des Preises darstellt. Dabei sollen einerseits Kosten für Belegexemplare und Versandkosten vermieden werden, anderseits gehe es um eine „gleichwertige Sichtbarkeit“ digitaler Formate. Die Ausschreibung findet jedes Jahr unter einem neuen Motto statt, so war es 2020 zum Beispiel „Sternstunden“.
Der GINCO Award wurde zum ersten Mal 2019 auf der Comic Con Germany in Stuttgart verliehen, im folgenden Jahr auf der Comic Invasion Berlin. Bedingt durch die Auswirkungen der COVID-19-Pandemie fand 2021 keine Preisvergabe vor Ort bei der Comic Invasion Berlin statt, sondern diese erfolgte per Live-Streaming. Am 18. Juni 2022 wurde der GINCO Award beim Comic-Salon Erlangen wieder vor einem Publikum überreicht. Am 2. September 2023 fand die Preisverleihung im Rahmen der Connichi in Wiesbaden statt. Im folgenden Jahr wurde die Auszeichnung am 1. Juni 2024 erneut beim Comic-Salon Erlangen vergeben.
Als Maskottchen und verliehene Trophäe dient „Artie, die Bildkröte“. Man habe sich für „künstlerisch tätige Schildkröte“ als Symbol entschieden, da sie langsam aber stetig voran komme. Auf Arties Panzer wächst ein kleiner Ginko biloba, der den „fruchtbaren Boden, den der Preis für die Comicschaffenden darstellen möchte“, repräsentieren soll. Die erste Idee sammt von Illustrator Kami, die von anderen Künstlern jährlich weiterentwickelt wird. Für die Verleihung im Jahr 2020 übernahmen dies Stew Wegner und Timo Müller-Wegner, Jonas Holt stellte die Figuren aus recyceltem Kunststoff im 3D-Druck her. Seit 2022 wird der Preis aus Gießbeton handgegossen. Das Design stammt von Kami Wallner, die Modellierung übernimmt Neronai und die Abgüsse fertigt Lisa Rau an.

## Preiskomitee
- 2019: Michel Decomain, Anne Delseit, Haiko Hörnig, Martina Schradi und Marie Schröer[26]
- 2020: Anna Beckmann, Marc-Oliver Frisch, Niki Smith und Christina S. Zhu[27]
- 2021: Kristina Gehrmann, Vanessa Ossa, Markus Pfalzgraf, Büke Schwarz und Ali Schwarzer[28]
- 2022: Kathrin Klingner, Ines Korth, Rilana Kubassa, Elizabeth Pich, Ralf Singh und Kami Wallner[29]
- 2023: Lisa Frühbeis, Björn Hochschild, Verena Maser, Katharina-Sofie Naujouks, Judith C. Vogt[25]
- 2024: Jeff Chi, Anne Delseit, Orkun Gedik, Joscha Sauer, Lisa „Mullana“ Schmidt[23]

## Preisträger

### 2019
- Bester Lang-Comic (250 EUR): Maertens von Maximilian Hillerzeder (Jaja Verlag)
- Bester Kurz-Comic (250 EUR): Wilhelm will ans Meer von Matthias Lehmann (JAZAM! 13)
- Bester Kinder- und Jugend-Comic (250 EUR): Grün & Gold von Lisa Brenner (Webcomic)
- Bester Experimental-Comic (250 EUR): Koukla von Alexandra Rügler (Hochschularbeit)
- Spotlight (100 EUR): Crossplay von Niki Smith (Iron Circus Comics)
- Spotlight (100 EUR): Java Bonds von Nana Yaa Kyere (Selbstverlag, Webcomic)
- Spotlight (100 EUR): Massu, Schmiedstochter von Ines Korth (Schwarzer Turm)
- Spotlight (100 EUR): Maus und Krokodil von Sebastian Gneiting (Edition Dostal)
- Spotlight (100 EUR): Zinnober von Ralf Singh, Thorsten Brochhaus, Cristian Docolomansky, Ilaria Fella, Taylor Esposito und Marc Schmitz (Selbstverlag)[26]

### 2020
- Bester Lang-Comic (250 EUR): Jein von Büke Schwarz (Jaja Verlag)
- Bester Kurz-Comic (250 EUR): Zu Hause von Ilka Flanze (Selbstverlag)
- Bester fortlaufender Comic (250 EUR): Obscurus, Band 1: Schlafender Hund von Giske Großlaub (Schwarzer Turm)
- Bester Nonfiction Comic (250 EUR): Milch ohne Honig von Hanna Harms (Eigenverlag)
- Spotlight (125 EUR): AHH…Das Gras Auf der anderen Seite ist nicht immer grüner von Karina Tungari (Eigenverlag)
- Spotlight (125 EUR): Auf und ab von Anna Backhausen (Selbstverlag)
- Spotlight (125 EUR): Fungirl von Elizabeth Pich (Selbstverlag)
- Spotlight (125 EUR): Sumpfland von Moki (Reprodukt)[27]

### 2021
- Bester Lang-Comic (300 EUR): Über Spanien lacht die Sonne von Kathrin Klingner (Reprodukt)
- Bester Kurz-Comic (300 EUR): Hattest du eigentlich schon die Operation? von Peer Jongeling (Jaja Verlag)
- Bester Comic für junge Leser*innen (300 EUR): Der GEBURTSTAG von Thilo Krapp (Peter Hammer Verlag)
- Bester Webcomic (300 EUR): YOU von Hong Le (Webcomic)
- Herzenscomic (150 EUR): Life in Pixels von Seda Demiriz (Webcomic)
- Herzenscomic (150 EUR): Das Unbehagen des guten Menschen von Noëlle Kröger (Selbstverlag)[28]

### 2022
- Bester Webcomic (300 EUR): Der Zeitraum von Lisa Frühbeis (Webcomic)
- Bester Printcomic (300 EUR): Vasja, dein Opa von Anna Rakhmanko und Mikkel Sommer (Rotopol)
- Bester Kinder- und Jugend-Comic (300 EUR): Das Ungeheuer von Lake Oddleigh von Tor Freeman (Selbstverlag)
- Bester Comic im Selbstverlag (300 EUR): Warnebi von Wiebke Bolduan (Selbstverlag)
- Herzenscomic (100 EUR): Zack! von Volker Schmitt und Màriam Ben-Arab (Kibitz Verlag)
- Herzenscomic (100 EUR): Fürchtetal von Christine Färber und Markus Färber (Selbstverlag)
- Herzenscomic (100 EUR): Das Gute am Ende des Tages von Greta von Richthofen (Selbstverlag)[29]

### 2023
- Bester experimenteller Comic (300 EUR): The Salt Lick Wife von Niki Smith (Webcomic)
- Beste fortlaufende Serie (300 EUR): Being Monsters von Julia Beutling (Webcomic)
- Bester narrativer Kurz-Comic (300 EUR): Bisher kein Tiger in Sicht von Julia Zejn (Selbstverlag)
- Bester Sachcomic (300 EUR): Straßenfunde von Anne Zimmermann (Hirnkost Verlag)
- Bester narrativer Lang-Comic (300 EUR): Trip mit Tropf von Josephine Mark (Kibitz Verlag)
- Lobende Erwähnung (fortlaufende Serie): Die Suche nach Kwik von Julia Steinmetz (Webcomic)
- Lobende Erwähnung (narrativer Kurz-Comic): Zucker von Frank Suess (Webcomic)
- Lobende Erwähnung (narrativer Lang-Comic): Hort von Marijpol (Webcomic)[25]

### 2024
- Bester Kurzcomic (300 EUR): OK von Hannes Stummvoll (Selbstverlag)
- Beste fortlaufende Serie (300 EUR): Heimlich, still und leise von Anna Backhausen (Webcomic)
- Bester Langcomic / Einzelband (300 EUR): Weltraumpolizistin Oma Gurke von Patrick Wirbeleit und Stephan Lomp (Kibitz Verlag)
- Mangaspotlight (300 EUR): Incidents von Meitei Miu (Selbstverlag)
- Herzenscomic (100 EUR): Blood, Flesh and Bone von Naki (Webcomic)
- Herzenscomic (100 EUR): Drifting von Madita Schwenke (Selbstverlag)
- Herzenscomic (100 EUR): Kennen wir uns von Matthias Lehmann (Selbstverlag)
- Herzenscomic (100 EUR): Schattenspiel von Luise Mirdita (Schwarzer Turm)[30]